# Slanské Nové Mesto
Slanské Nové Mesto est un village de Slovaquie situé dans la région de Košice.

## Histoire
Première mention écrite du village en 1332.

## Démographie

### Évolution de la population
| Année:               | 1994. | 2004.   | 2014.   | 2024.   |
| -------------------- | ----- | ------- | ------- | ------- |
| Nombre de personnes: | 505   | 482     | 499     | 462     |
| Différence:          |       | -4,55 % | +3,52 % | -7,41 % |

| Année:               | 2023. | 2024.   |
| -------------------- | ----- | ------- |
| Nombre de personnes: | 460   | 462     |
| Différence:          |       | +0,43 % |